# Mănăstirea Daniil Sihastru
Mănăstirea Daniil Sihastru este o mănăstire ortodoxă din România situată în comuna Putna, județul Suceava.